# NSAKEY
_NSAKEY — переменная, обнаруженная в ОС Windows NT 4 SP5 (была выпущена без очистки отладочной информации) в августе 1999 года, Эндрю Фернандесом из Корпорации Криптоним. Переменная содержит 1024-битный публичный ключ.

## Обзор
Операционные системы корпорации Microsoft требуют цифровой подписи криптографических компонентов. Достоверно известно, что корпорация Microsoft использует два криптографических ключа в этих целях, основной и дополнительный, каждый из которых предназначен для создания достоверных цифровых подписей провайдеров криптографических служб. Основной ключ хранится в переменной _KEY; Фернандес обнаружил дополнительный.
Фернандес предал огласке своё открытие с резкой критикой корпорации и предположениями о участии компании в различных заговорах. Если закрытая часть ключа действительно принадлежит Агентству национальной безопасности США (National Security Agency, NSA), то это позволит Агентству скомпрометировать любого пользователя Windows.
Также Windows 2000 имела третий ключ без определённого назначения, который был найден др. Нико ван Сомереном. Корпорация Microsoft утверждает, что этот ключ имеется только в бета-версиях Windows 2000 и предназначался для подписи провайдеров криптографических служб. По утверждению ван Сомерена, у этого ключа не было определённого назначения и не известно, действительно ли этот ключ отсутствует в итоговых версиях операционной системы. (There is no 'Back Door' in Windows противоречит Microsoft, the NSA, and You и How NSA access was built into Windows Архивировано 3 июля 2012 года.)

## Реакция корпорации Microsoft
Корпорация Microsoft отвергала все обвинения. «Это заявление неточно и необоснованно. Ключ, о котором идет речь, является ключом Microsoft. Он принадлежит корпорации Microsoft, и корпорация не передавала его в АНБ или другим третьим лицам». А название «_NSAKEY» было выбрано лишь из-за того, что АНБ США является органом, ответственным за экспортный надзор, и такое название было дано в целях формального соблюдения экспортного законодательства США.
Конференция Computers, Freedom and Privacy 2000 (CFP2000) прошла 4 — 7 апреля 2000 г. в Торонто, Канада. В ходе презентации Дункан Кэмпбелл, ведущий специалист Центра электронной защиты персональных данных (EPIC), упомянул разногласия насчёт ключа _NSAKEY как выдающийся случай в деле безопасности и надзора.
Ричард Пёрселл, директор по охране служебной тайны корпорации Microsoft, подошёл к Кэмпбеллу после презентации и сказал, что ему хотелось бы прояснить всё, что связано с _NSAKEY. Сразу же после конференции Скотт Калп (Центр реагирования на угрозы безопасности корпорации Microsoft) связался с Кэмпбеллом и предложил ответить на интересующие его вопросы. Их переписка началась непринуждённо, но потом стала напряжённой, Кэмпбелл, по-видимому, почувствовал, что Калп уклоняется от ответов, и Калп также почувствовал, что Кэмпбелл с гневом повторяет заданные вопросы. 28 апреля 2000 Калп начал со слов «Извините, но мы определённо подошли к концу этого обсуждения. Я предоставил вам всю имеющуюся информацию по этому вопросу, и, по моему мнению, дискуссия быстро скатывается в область теории заговора. Вместо того, чтобы обязывать себя опровергать бесконечный ряд гипотез, я бы предпочел просто предоставить данные в ваши руки и позволить им говорить самим за себя.», после чего вопросы Кэмпбелла оставались без ответов.

## CAPI открытые ключи как PGP-ключи

### Microsoft’s Primary (_KEY variable) CAPI Signature Key
```
 Type Bits/KeyID Date User ID
 pub 1024/346B5095 1999/09/06 Microsoft's CAPI key <postmaster@microsoft.com>

 -----BEGIN PGP PUBLIC KEY BLOCK-----
 Version: 2.6.3i

 mQCPAzfTc8YAAAEEALJz4nepw3XHC7dJPlKws2li6XZiatYJujG+asysEvHz2mwY
 2WlRggxFfHtMSJO9FJ3ieaOfbskm01RNs0kfoumvG/gmCzsPut1py9d7KAEpJXEb
 F8C4d+r32p0C3V+FcoVOXJDpsQz7rq+Lj+HfUEe8GIKaUxSZu/SegCE0a1CVABEB
 AAG0L01pY3Jvc29mdCdzIENBUEkga2V5IDxwb3N0bWFzdGVyQG1pY3Jvc29mdC5j
 b20+iQEVAwUQN9Nz5j57yqgoskVRAQFr/gf8DGm1hAxWBmx/0bl4m0metM+IM39J
 yI5mub0ie1HRLExP7lVJezBTyRryV3tDv6U3OIP+KZDthdXb0fmGU5z+wHt34Uzu
 xl6Q7m7oB76SKfNaWgosZxqkE5YQrXXGsn3oVZhV6yBALekWtsdVaSmG8+IJNx+n
 NvMTYRUz+MdrRFcEFDhFntblI8NlQenlX6CcnnfOkdR7ZKyPbVoSXW/Z6q7U9REJ
 TSjBT0swYbHX+3EVt8n2nwxWb2ouNmnm9H2gYfXHikhXrwtjK2aG/3J7k6EVxS+m
 Rp+crFOB32sTO1ib2sr7GY7CZUwOpDqRxo8KmQZyhaZqz1x6myurXyw3Tg==
 =ms8C
 -----END PGP PUBLIC KEY BLOCK-----

```

### Microsoft’s Secondary (_NSAKEY variable, now _KEY2) CAPI Signature Key
```
 Type Bits/KeyID Date User ID
 pub 1024/51682D1F 1999/09/06 NSA's Microsoft CAPI key <postmaster@nsa.gov>

 -----BEGIN PGP PUBLIC KEY BLOCK-----
 Version: 2.6.3i

 mQCPAzfTdH0AAAEEALqOFf7jzRYPtHz5PitNhCYVryPwZZJk2B7cNaJ9OqRQiQoi
 e1YdpAH/OQh3HSQ/butPnjUZdukPB/0izQmczXHoW5f1Q5rbFy0y1xy2bCbFsYij
 4ReQ7QHrMb8nvGZ7OW/YKDCX2LOGnMdRGjSW6CmjK7rW0veqfoypgF1RaC0fABEB
 AAG0LU5TQSdzIE1pY3Jvc29mdCBDQVBJIGtleSA8cG9zdG1hc3RlckBuc2EuZ292
 PokBFQMFEDfTdJE+e8qoKLJFUQEBHnsH/ihUe7oq6DhU1dJjvXWcYw6p1iW+0euR
 YfZjwpzPotQ8m5rC7FrJDUbgqQjoFDr++zN9kD9bjNPVUx/ZjCvSFTNu/5X1qn1r
 it7IHU/6Aem1h4Bs6KE5MPpjKRxRkqQjbW4f0cgXg6+LV+V9cNMylZHRef3PZCQa
 5DOI5crQ0IWyjQCt9br07BL9C3X5WHNNRsRIr9WiVfPK8eyxhNYl/NiH2GzXYbNe
 UWjaS2KuJNVvozjxGymcnNTwJltZK4RLZxo05FW2InJbtEfMc+m823vVltm9l/f+
 n2iYBAaDs6I/0v2AcVKNy19Cjncc3wQZkaiIYqfPZL19kT8vDNGi9uE=
 =PhHT
 -----END PGP PUBLIC KEY BLOCK-----

```